# Roncus mahnerti
Espèce
Roncus mahnerti est une espèce de pseudoscorpions de la famille des Neobisiidae.

## Distribution
Cette espèce est endémique de Bulgarie. Elle se rencontre à Botounya dans la grotte Vodnata Dupka.

## Étymologie
Cette espèce est nommée en l'honneur de Volker Mahnert.

## Publication originale
- Ćurčić & Beron, 1981 : New and little-known cavernicole pseudoscorpions in Bulgaria (Neobisiidae, Pseudoscorpiones, Arachnida). Srpska Akademija Nauka i Umetnosti Odeljenje Prirodno-Matematichkikh Nauka Glas, vol. 48, p. 63-85.